# Dicentroptilum decipiens
Dicentroptilum decipiens is een haft uit de familie Baetidae. De wetenschappelijke naam van de soort is voor het eerst geldig gepubliceerd in 1990 door Gillies.
De soort komt voor in het Afrotropisch gebied.